# Kadrolli, Sampgaon
Kadrolli là một làng thuộc tehsil Sampgaon, huyện Belgaum, bang Karnataka, Ấn Độ.